# Falcitettix guttiger
Falcitettix guttiger är en insektsart som beskrevs av Kusnezov 1929. Falcitettix guttiger ingår i släktet Falcitettix och familjen dvärgstritar. Inga underarter finns listade i Catalogue of Life.